# Катерина Валенте
Катерина Валенте е поппевица с италиански произход.
През 1952 се жени за Ерик ван Аро. Той открива таланта ѝ и я придружава по време на световните ѝ турнета, през които пожънват пред публиката голям успех. По-късно се развежда с него. През 1953 г. прави първия си запис с Курт Еделхаген. Скоро след това става любимка на световната публика с песни като „Malagueña“, „The Breeze and I“ и „Dreh dich nicht um“ с оркестър Werner Müller. През 1972 се жени за британския пианист Рой Буд.
В Германия изпълнява най-вече шлагери. Там записва Кол Портеров-ия „I love Paris“, „Ganz Paris träumt von der Liebe“, от който през 1954 са продадени 500000 екземпляра.